# Hexen (Band)
Hexen ist eine US-amerikanische Progressive- und Thrash-Metal-Band aus Los Angeles, Kalifornien, die im Jahr 2003 gegründet wurde.

## Geschichte
Die Band wurde im Jahr 2003 gegründet. Nachdem die Band einige Lieder entwickelt hatte, veröffentlichte sie im Jahr 2005 ihr Debütalbum Heal a Million… Kill a Million in Eigenveröffentlichung. In den Folgejahren veröffentlichte die Band Demos und spielte in diversen Clubs in Los Angeles. Dadurch konnte die Band ihre Bekanntheit steigern, wodurch sie Auftritte zusammen mit Municipal Waste, Warbringer, Bonded by Blood und Evile. Außerdem erreichte sie einen Vertrag bei Old School Metal Records im Jahr 2008, wobei die Gruppe aus Sänger und Bassist Andre Hartoonian, den Gitarristen Ronny Dorian und James Lopez und Schlagzeuger Carlos Cruz bestand. Bei diesem Label erschien das Album State of Insurgency. Im Jahr 2012 erschien über Pulverised Records mit Being and Nothingness das nächste Album.

## Stil
Die Band spielt anspruchsvollen, progressiven Thrash Metal, wobei die Musik teilweise mit der von Death Angel vergleichbar ist.

## Diskografie
- 2004: Blast Radius (Demo, Eigenveröffentlichung)
- 2005: Heal a Million… Kill a Million (Album, Eigenveröffentlichung)
- 2007: From the Cradle to the Chamber (Demo, Eigenveröffentlichung)
- 2007: Cinders of Zarathustra (Demo, Eigenveröffentlichung)
- 2008: State of Insurgency (Album, Old School Metal Records)
- 2012: Being and Nothingness (Album, Pulverised Records)